# Nello Buono
Nello Buono (Spello, 26 settembre 1893 – Auschwitz, 2 dicembre 1944) è stato un meccanico italiano, attivista politico e sindacale, antifascista, vittima dell'Olocausto.

## Biografia
Terzo di sette figli, iniziò molto presto a lavorare (probabilmente subito dopo aver ottenuto la licenza elementare) e a mostrare interesse per l'attività politica.
Nell'aprile del 1915 si trasferì a Terni rispondendo alla richiesta di manodopera per la produzione di guerra della fabbrica d'armi e delle acciaierie. Visse in prima persona le difficoltà economiche della fine della guerra, e il periodo di proteste (tra il 1918 e il 1920) che in alcuni casi culminò con l'occupazione delle fabbriche.

### Prime attività politico/sindacali, arresto e condanna del 1927
Successivamente si trasferì a Torino, trovando lavoro all'Ansaldo automobili, e proprio in territorio piemontese intensificò l'attività politica e sindacale.
Nel 1925 fu sorpreso, e conseguentemente obbligato a tornare a Spello, in una riunione clandestina in fabbrica a Torino. Il 30 giugno 1927 venne arrestato e deferito al tribunale speciale per essere stato notato tra i partecipanti a una riunione regionale clandestina, svolta il 26 giugno, della Confederazione Generale del Lavoro (CGL) in Val di Susa, in località Trucco sulla strada che sale verso il monte Rocciamelone.
Nello Buono e molti altri partecipanti alla riunione clandestina vennero processati dal Tribunale Speciale per la Difesa dello Stato e condannati a scontare anni di carcere, con l'accusa di aver ricostituito il Partito Comunista e averne svolto attività di propaganda.
Buono venne condannato a 6 anni di reclusione, all'interdizione perpetua dai pubblici uffici e a 3 anni di vigilanza speciale. La condanna maggiore inflitta in questo processo fu a carico di Carlo Venegoni, presente alla riunione in Val di Susa e indicato come il principale artefice della ricostituzione del partito, condannato a 10 anni di reclusione.

### Dalla scarcerazione alla condanna del 1939
Per effetto dell'amnistia emanata con il Regio Decreto del 5 novembre del 1932 venne scarcerato quando ormai aveva già scontato nel carcere di Lucca 5 anni, 4 mesi e 9 giorni di reclusione.
Tra il 1932 e il 1938 Buono visse costantemente vigilato, cambiando numerose volte lavoro, licenziato più volte per le frequentazioni di "compagni di fede" (come indicato dalle relazioni di carabinieri e polizia) e trasferendosi più volte tra il Piemonte e l'Umbria.
Nel 1938 espatriò clandestinamente in Francia e raggiunse un fratello, che viveva in una zona con forte presenza di emigranti italiani, a Villerupt. Rimase in Francia fino al 1º ottobre del 1939 quando tentò di ritornare in Italia e venne arrestato alla frontiera di Bardonecchia. Fu condannato a 1 anno e 2 mesi di carcere con l'accusa di espatrio clandestino e abbandono di fabbrica impegnata in produzioni di guerra.
Scontò la pena nel carcere di Gaeta e una volta terminata la reclusione nel 1941 tornò a vivere e lavorare a Torino. Per i 3 anni successivi non venne fatta nessuna annotazione al fascicolo personale fino a un avvistamento al paese di nascita Spello nel febbraio del 1944.

### Condanna del 1944 e deportazione
Nel marzo del 1944, a seguito di scioperi in fabbrica, fu arrestato, trasferito inizialmente a Bergamo e il 16 marzo a Mauthausen, raggiungendo il campo di concentramento dopo un lungo viaggio durato 4 giorni.
A Nello Buono venne assegnato il numero 58753. Passò nove mesi tra vari campi di concentramento, in quanto il temuto arrivo dell'esercito sovietico portava a trasferire i deportati in altri lager. Dal campo di Mauthausen fu trasferito prima a Gusen, poi a Schwechat-Floridsdorf, e infine il 1º dicembre 1944 intraprese il viaggio verso Auschwitz insieme ad altri 1119 detenuti di varie nazionalità.
La morte di Nello Buono viene registrata con data 2 dicembre, e anche se non si hanno notizie certe si considera molto probabile che sia morto di freddo o di sfinimento durante il trasferimento verso il campo di Auschwitz.